# Banjareja (Nusawungu)
Banjareja is een bestuurslaag in het regentschap Cilacap van de provincie Midden-Java, Indonesië. Banjareja telt 3979 inwoners (volkstelling 2010).